# North Yelm
North Yelm és una concentració de població designada pel cens dels Estats Units a l'estat de Washington. Segons el cens del 2000 tenia 2.793 habitants.

## Demografia
Segons el cens del 2000, North Yelm tenia 2.793 habitants, 1.006 habitatges, i 751 famílies. La densitat de població era de 319 habitants per km².
Dels 1.006 habitatges en un 36,8% hi vivien nens de menys de 18 anys, en un 57% hi vivien parelles casades, en un 13,2% dones solteres, i en un 25,3% no eren unitats familiars. En el 19,7% dels habitatges hi vivien persones soles el 6,8% de les quals corresponia a persones de 65 anys o més que vivien soles. El nombre mitjà de persones vivint en cada habitatge era de 2,78 i el nombre mitjà de persones que vivien en cada família era de 3,11.
Per edats la població es repartia de la següent manera: un 29,2% tenia menys de 18 anys, un 7,5% entre 18 i 24, un 30,4% entre 25 i 44, un 21,4% de 45 a 60 i un 11,5% 65 anys o més.
L'edat mediana era de 35 anys. Per cada 100 dones de 18 o més anys hi havia 97,7 homes.
La renda mediana per habitatge era de 36.833 $ i la renda mediana per família de 39.678 $. Els homes tenien una renda mediana de 30.763 $ mentre que les dones 22.310 $. La renda per capita de la població era de 17.765 $. Aproximadament el 12,5% de les famílies i el 15,6% de la població estaven per davall del llindar de pobresa.

## Poblacions més properes
El següent diagrama mostra les poblacions més properes.